# لويس بينار
لويس بينار (بالإنجليزية: Louis Pienaar)‏ (و. 1926 – 2012 م) هو دبلوماسي، وسياسي جنوب أفريقي، توفي في كيب تاون، عن عمر يناهز 86 عاماً.

## مناصب
تولى منصب سفير
- وزير التعليم  [لغات أخرى]‏

.